# Boomer

Schéma pojmenování generací

Boomer [buːmr̩]IPA (též Baby boomer) je demografická kohorta následující po Tiché generaci a předcházející Generaci X. Generace Baby boomers je často definována jako lidé narození v období „baby boomu“ v letech 1946–1964. Demografický kontext jakož i období „baby boomu“ se mohou v jednotlivých zemích lišit. Mnoho „boomerů“ dospělo v době rostoucího blahobytu a v očekávání, že svět se časem zlepší. Zklamání z toho, že se jejich očekávání nenaplnilo, je staví do velmi kritických rolí, zvláště vůči mladším generacím. 
Označení „boomer“ se používá jako posměšný osobnostní archetyp, jeden ze čtyř osobnostních archetypů, které vznikly na platformě 4chan a parodovaly nejtypičtější přispěvatele do internetových diskusí. Termín slouží jako urážlivá satira zahořklých, starých internetových uživatelů, kteří mají potřebu neustále kritizovat mladší uživatele za jejich odlišný přístup a zájmy. Jeho opakem je Zoomer.
Zbylými třemi archetypy, které se na stránce 4chan zrodily, jsou Doomer, Bloomer a výše uvedený Zoomer. Ačkoli všechny čtyři archetypy vznikly jako pouhá satira internetových uživatelů, brzy byly přeneseny do populární psychologie jako zcela relevantní pojmy.

## Charakteristika internetového memu Boomer
Boomer je typický především přehnanou kritičností ke všemu novému, k mladým lidem a jejich způsobům života. Je přesvědčený, že v době svého mládí se on sám choval lépe než současní mladí lidé a zároveň je přesvědčen o tom, že doba jeho mládí byla ve všech ohledech lepší. Pokud může, dá tento názor najevo v internetových diskusích. Jako univerzální odpověď na stereotypní kritiku se zrodil další internetový mem – hláška OK Boomer, která slouží jako univerzální odpověď mladých lidí na tyto výtky. Archetypální boomer většinou neovládá sociální sítě, které používá, a dostává se tak do nepříjemných, trapných situací, jež ohrožují jeho sociální status mezi mladými lidmi, čímž on sám získává další důvody pro svou přehnanou kritičnost ke všemu novému. Je pro něj typický specifický styl humoru, který obvykle mladí lidé nemají rádi a nepřijde jim zábavný.

## Zobrazení
Boomer je na původních obrázcích komunity 4chan zobrazován jako postarší muž s šedivými, řídnoucími vlasy a vráskami. Obvykle na zobrazeních pláče nebo je naštvaný – agresi směřuje na mladé lidi. Typický je pro něj zanedbaný vzhled, brýle a viditelně negativní nálada.

## Kontroverze
Generační identita je jednou z posledních identit, u níž je dovoleno ponižování jejich nositelů na základě stereotypů a předsudků. Probíhá diskuze, zda hláška OK boomer není projevem ageismu (diskriminace na základě věku). Problémem odsuzování jiných generací prostřednictvím posměšných memů je, že při svém útoku pominou příležitost učit se jeden od druhého. Paradoxně tak uživatelé těchto memů přebírají stejné argumentační stereotypy, jež chtěli odsoudit.